# Wesley (Maine)
Wesley è un comune degli Stati Uniti d'America, situato nello stato del Maine, nella contea di Washington.